# Ballsaal (Werefkin)
Ballsaal ist der Titel eines Gemäldes, das die russische Künstlerin Marianne von Werefkin 1908 malte. Das Werk gehört zum Bestand einer Privatsammlung.

## Technik und Maße
Bei dem Gemälde handelt es sich um eine Temperamalerei auf Karton, 56 × 76,5 cm.

## Ikonografie
Das querformatige Gemälde zeigt einen überfüllten Ballsaal. Zu dicht gedrängt stehen die Tänzer und Tänzerinnen, als dass der Raum die Möglichkeit zu einem normalen Paartanz böte. Die riesige Tanzfläche liegt ungewöhnlicherweise wie ein Orchestergraben in einer Vertiefung des Gebäudes. Auf einer Art Bühne präsentiert die Malerin links im Bild zwei dominierende Figuren im Rampenlicht. Am Bildrand steht ein vornehm gekleideter Herr mit grau meliertem Haar. Er ist gekleidet mit Frack und Zylinder. Werefkin karikierte ihn als Dandy, der sich mit seinen Glacéhandschuhen beschäftigt. Der Stutzer hat zweifellos nur Assistenzfunktion und tritt in dem Bild nur einmal auf, während seine schlanke Begleiterin als gelb gewandete Hauptdarstellerin in exaltierter Attitüde mehrfach erscheint.

## Simultandarstellung

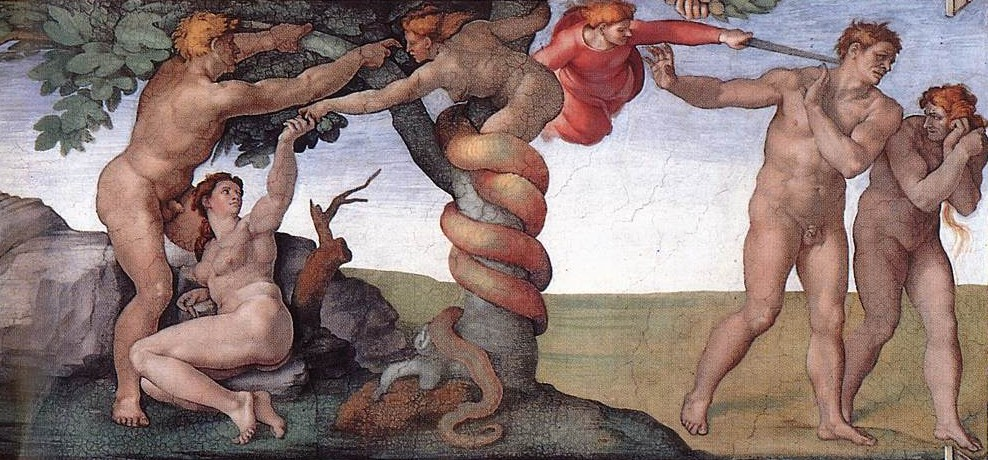
Michelangelo: Sündenfall und Vertreibung aus dem Paradies

Den Auftritt der Dame schildert Werefkin als Simultandarstellung in drei Phasen, nach dem Muster mittelalterlicher Tafelbilder, in denen die gleiche Person in mehreren Szenen gezeigt wird, die örtlich und zeitlich oftmals weit auseinanderliegen können. Noch bis in die Neuzeit bedienten sich Künstler solcher anachronistischen Bildberichte. Eine besonders eindrucksvolle Darstellung dieser Art ist Michelangelos Sündenfall, in dem Adam und Eva in zwei unterschiedlichen Lebensphasen zu sehen sind. Zunächst befinden sie sich im Garten Eden unter dem Baum der Erkenntnis, wo die Schlange die verbotene Frucht vom Baum des Lebens an Eva überreicht. Anschließend wird die Vertreibung aus dem Paradies dargestellt.
Zunächst befindet sich die Dame in Gelb mit ihrem Begleiter erhöht über dem Saal. Letzterer ist stehen geblieben, als ob er zögere, ihr weiter zu folgen. In der zweiten Szene, nun dem Bildbetrachter den Rücken zuwendend, trippelt die Frau eilig am rechten Bildrand mit nabihaft groteskem Hüftschwung die Stufen hinunter, um sich ins Tanzvergnügen zu stürzen. In einem dritten Akt der Erzählung ist die Dame in Gelb in das Gewühl auf der Tanzfläche eingetaucht und wurde von dessen roter Farbe fast vereinnahmt. Offensichtlich hat sie dort einen älteren, barhäuptigen Verehrer gefunden. Den weiteren Verlauf der Bildgeschichte lässt die Künstlerin offen.